# Física (Aristóteles)
Física o Lecciones orales sobre la naturaleza (en griego antiguo: Φυσικής Ακροάσεως, Physikḗs Akroáseōs; en latín: Physica o Naturales Auscultationes, abreviado como Phys.) es el título de un tratado compuesto por ocho libros de filosofía natural escrito por Aristóteles alrededor del siglo IV a. C. Como todas las obras del Corpus Aristotelicum, la Física es el resultado del trabajo de reconstrucción, hecho probablemente por Andrónico de Rodas —erudito de la escuela peripatética— alrededor del siglo I a. C., sobre fragmentos aparecidos escritos por el Estagirita en distintas épocas, sobre distintos argumentos, pero siempre alrededor de la física.

## El significado de la física en Aristóteles
Es una colección de tratados o lecciones que tratan de los principios más generales (filosóficos) de las cosas naturales o en movimiento, tanto vivas como no vivas, en lugar de teorías físicas (en el sentido moderno) o investigaciones de los contenidos particulares del universo. El propósito principal del trabajo es descubrir los principios y causas de (y no simplemente describir) el cambio o el movimiento (κίνησις kinesis), especialmente el de los todos naturales (en su mayoría seres vivos, pero también los todos inanimados como el cosmos). En el orden Andrónico de Rodas de las obras de Aristóteles, se sitúa a la cabeza, además de ser fundamental, de la larga serie de tratados físicos, cosmológicos y biológicos, cuyo título griego antiguo, τὰ φυσικά, significa "los [escritos] sobre la naturaleza" o "filosofía natural".

## Contenido de los libros
La Física se compone de ocho libros, que se dividen a su vez en capítulos. Este sistema es de origen antiguo, ahora oscuro. En los idiomas modernos, se hace referencia a los libros con números romanos, que representan letras mayúsculas griegas antiguas (los griegos representaban números con letras, por ejemplo, A por 1). Los capítulos se identifican con números arábigos, pero el uso de la palabra "capítulo" es estrictamente convencional. Los "capítulos" antiguos (capita) son generalmente muy cortos, a menudo menos de una página. Además, la numeración de Bekker marca la página y la columna (a o b) utilizada en la edición de la Academia de Ciencias de Prusia de las obras de Aristóteles, instigadas y administradas por Immanuel Bekker. Es posible que los números de línea se proporcionen a los de Bekker.

### Libro I (Α; 184a – 192b)
El libro I presenta el enfoque de Aristóteles sobre la naturaleza, que debe basarse en principios, causas y elementos. Antes de ofrecer sus puntos de vista particulares, se involucra con teorías anteriores, como las ofrecidas por Meliso y Parménides. El propio punto de vista de Aristóteles aparece en el cap. 7 donde identifica tres principios: sustancias, opuestos y privación.
Los capítulos 3 y 4 se encuentran entre los más difíciles de todas las obras de Aristóteles e implican sutiles refutaciones del pensamiento de Parménides, Meliso y Anaxágoras.
En el capítulo 5, continúa su revisión de sus predecesores, particularmente cuántos primeros principios hay. El capítulo 6 reduce el número de principios a dos o tres. Presenta su propio relato del tema en el capítulo 7, donde primero introduce la palabra materia (griego: hyle) para designar la esencia fundamental (ousia). Él define la materia en el capítulo 9: "Porque mi definición de materia es justamente esto: el sustrato primario de cada cosa, del cual viene a ser sin calificación, y que persiste en el resultado".
La materia, en el pensamiento de Aristóteles, se define, sin embargo, en términos de realidad sensible; por ejemplo, un caballo come hierba: el caballo transforma la hierba en sí mismo; la hierba como tal no persiste en el caballo, pero sí algún aspecto de ella, su materia. La materia no se describe específicamente, sino que consiste en todo lo que está aparte de la calidad o la cantidad y aquello de lo que se puede predicar algo. En este entendimiento, la materia no existe independientemente (es decir, como sustancia), sino que existe interdependientemente (es decir, como un "principio") con la forma y solo en la medida en que subyace al cambio. Materia y forma son términos analógicos.

### Libro II (Β; 192b – 200b)
El Libro II identifica la "naturaleza" (physis) como "una fuente o causa de ser movido y de estar en reposo en aquello a lo que pertenece principalmente" (I.192b 21). Así, son naturales aquellas entidades que son capaces de empezar a moverse, por ejemplo, crecer, adquirir cualidades, desplazarse y finalmente nacer y morir. Aristóteles contrasta las cosas naturales con las artificiales: las cosas artificiales también pueden moverse, pero se mueven según de qué están hechas, no según lo que son. Por ejemplo, si una cama de madera fuera enterrada y de alguna manera brotara como un árbol, sería de acuerdo con lo que está hecho, no con lo que es. Aristóteles contrasta dos sentidos de la naturaleza: la naturaleza como materia y la naturaleza como forma o definición.

Por "naturaleza", Aristóteles se refiere a las naturalezas de cosas particulares y quizás se traduciría mejor como "una naturaleza". En el Libro II, sin embargo, su apelación a la "naturaleza" como fuente de actividades es más típicamente a los géneros de clases naturales (la sustancia secundaria ). Pero, contra Platón, Aristóteles intenta resolver un dilema filosófico que fue bien entendido en el siglo IV. El modelo planetario de Eudoxo de Cnido era suficiente para las estrellas errantes, pero no se obtendría ninguna deducción de la sustancia terrestre basada únicamente en los principios mecánicos de la necesidad (atribuidos por Aristóteles a la causalidad material en el capítulo 9). En la Ilustración, siglos antes de que la ciencia moderna cumpliera con las intuiciones atomistas , una lealtad nominal al materialismo mecanicista ganó popularidad a pesar de albergar la acción de Newton a distancia y comprendiendo el hábitat nativo de los argumentos teleológicos : Máquinas o artefactos compuestos de partes que carecen de cualquier relación intrínseca entre sí con orden impuesta desde fuera. Por tanto, la fuente de las actividades de una cosa aparente no es el todo en sí, sino sus partes. Si bien Aristóteles afirma que la materia (y las partes) son una causa necesaria de las cosas, la causa material, dice que la naturaleza es principalmente la esencia o la causa formal (I.193b 6), es decir, la información, toda la especie en sí.
Lo necesario en la naturaleza, entonces, es claramente lo que llamamos por el nombre de materia y los cambios en ella. Ambas causas deben ser declaradas por el físico, pero sobre todo el final; porque esa es la causa del asunto, no al revés; y el final es 'aquello por lo que', y el principio parte de la definición o esencia...

-  Aristóteles. Física II 9.
En el capítulo 3, Aristóteles presenta su teoría de las cuatro causas (material, eficiente, formal y final). La causa material explica de qué está hecho algo (por ejemplo, la madera de una casa), la causa formal explica la forma que sigue una cosa para convertirse en esa cosa (los planes de un arquitecto para construir una casa), la causa eficiente es la fuente real del cambio (la construcción física de la casa), y la causa final es el propósito previsto del cambio (el producto final de la casa y su propósito como refugio y hogar).
De particular importancia es la causa o propósito final (telos). Es un error común concebir las cuatro causas como fuerzas aditivas o alternativas que empujan o tiran; en realidad, se necesitan los cuatro para explicar (VII.198a 22-25). Lo que típicamente entendemos por causa en el lenguaje científico moderno es solo una pequeña parte de lo que Aristóteles entiende por causa eficiente. Contrasta el propósito con la forma en que la "naturaleza" no funciona, el azar (o la suerte), discutido en los capítulos 4, 5 y 6. (El azar que opera en las acciones de los humanos es tuche y en agentes irracionales autómata). Algo sucede por casualidad cuando todas las líneas de causalidad convergen sin que esa convergencia sea elegida a propósito, y producen un resultado similar al causado teleológicamente.
En los capítulos 7 al 9, Aristóteles vuelve a la discusión de la naturaleza. Con el enriquecimiento de los cuatro capítulos precedentes, concluye que la naturaleza actúa para un fin, y discute la forma en que la necesidad está presente en las cosas naturales. Para Aristóteles, el movimiento de las cosas naturales se determina desde dentro, mientras que en las ciencias empíricas modernas, el movimiento se determina desde fuera (más propiamente hablando: no hay nada que tenga un interior).

### Libro III (Γ; 200b – 208a)
Para entender la "naturaleza" como se define en el libro anterior, uno debe entender los términos de la definición. Para entender el movimiento, el libro III comienza con la definición de cambio basada en las nociones de potencia y acto de Aristóteles. El cambio, dice, es la actualización de la capacidad de una cosa en la medida en que es posible.
El resto del libro (capítulos 4-8) analiza el infinito (apeiron, lo ilimitado). Distingue entre el infinito por adición y el infinito por división, y entre lo infinito en acto y lo infinito en potencia. Argumenta contra lo infinito en acto en cualquier forma, incluidos los cuerpos, sustancias y vacíos infinitos. Aristóteles dice aquí que el único tipo de infinito que existe es el potencialmente infinito. Aristóteles caracteriza esto como aquello que sirve como "materia para completar una magnitud y es potencialmente (pero no en realidad) el todo completo" (207a 22-23). El infinito, que carece de cualquier forma, es por tanto incognoscible. Aristóteles escribe: "no es lo infinito lo que no tiene nada fuera, sino lo que siempre tiene algo fuera" (VI.206b 33 - 207a 1-2).

### Libro IV (Δ; 208a-223b)
El libro IV analiza las condiciones previas del movimiento: lugar (topos, capítulos 1-5), vacío (kenon, capítulos 6-9) y tiempo (khronos, capítulos 10-14). El libro comienza por distinguir las diversas formas en que una cosa puede "estar" en otra. Él compara el lugar con un recipiente o vasija inmóvil: "el límite inmóvil más interno de lo que contiene" es el lugar principal de un cuerpo (IV.212a 20). A diferencia del espacio, que es un volumen que coexiste con un cuerpo, el lugar es un límite o una superficie.
Él enseña que, contrariamente a los atomistas y otros, un vacío no solo es innecesario, sino que conduce a contradicciones, por ejemplo, imposibilitando el movimiento.

El tiempo es un atributo constante de los movimientos y, piensa Aristóteles, no existe por sí solo, sino que es relativo a los movimientos de las cosas. Tony Roark describe la visión del tiempo de Aristóteles de la siguiente manera:
Aristóteles define el tiempo como "un número de movimiento con respecto al antes y al después" (Física. 219b1-2), por lo que pretende denotar la susceptibilidad del movimiento a la división en partes independientes de longitud arbitraria, una propiedad que posee tanto en virtud de de su naturaleza intrínseca y también en virtud de las capacidades y actividades de las almas perceptoras. El movimiento es intrínsecamente indeterminado, pero perceptualmente determinable, con respecto a su longitud. Los actos de percepción funcionan como determinantes; el resultado son unidades determinadas de longitud cinética, que es precisamente lo que es una unidad temporal.

### Libros V y VI (Ε: 224a-231a)
Los libros V y VI tratan sobre cómo se produce el movimiento. El Libro V clasifica cuatro especies de movimiento, dependiendo de dónde se ubiquen los opuestos. Las categorías de movimiento incluyen cantidad (por ejemplo, un cambio en las dimensiones, de grande a pequeño), calidad (en cuanto a los colores: de pálido a oscuro), lugar (los movimientos locales generalmente van de arriba hacia abajo y viceversa) o, de manera más controvertida, sustancia. De hecho, las sustancias no tienen opuestos, por lo que es inapropiado decir que algo se convierte propiamente, de no-hombre, en hombre: la generación y la corrupción no son kinesis en el sentido pleno.

### Libros VI (Ζ: 231a-241b)
El libro VI analiza cómo una cosa cambiante puede alcanzar el estado opuesto, si tiene que pasar por infinitas etapas intermedias. Investiga mediante argumentos racionales y lógicos las nociones de continuidad y división, estableciendo que el cambio —y, en consecuencia, el tiempo y el lugar— no son divisibles en partes indivisibles; no son matemáticamente discretos sino continuos, es decir, infinitamente divisibles (en otras palabras, que no se puede construir un continuo a partir de puntos o momentos discretos o indivisibles). Entre otras cosas, esto implica que no puede haber un momento definido (indivisible) en el que comienza un movimiento. Esta discusión, junto con la de la velocidad y el comportamiento diferente de las cuatro especies diferentes de movimiento, eventualmente ayuda a Aristóteles a responder las famosos paradojas de Zenón, que pretenden mostrar lo absurdo de la existencia del movimiento.

### Libro VII (Η; 241a25–250b7)
El libro VII trata brevemente de la relación del movido con su motor, que Aristóteles describe en divergencia sustancial con la teoría del alma de Platón como capaz de ponerse en movimiento (Leyes X, Fedro, Fedón). Todo lo que se mueve es movido por otro. Luego trata de correlacionar las especies de movimiento y sus velocidades, con el cambio local (phorà) como el más fundamental al que se pueden reducir los demás.
El libro VII.1-3 también existe en una versión alternativa, no incluida en la edición de Bekker.

### Libro VIII (Θ; 250a14–267b26)
El libro VIII (que ocupa casi una cuarta parte de toda la física , y probablemente constituía originalmente un curso independiente de lecciones) analiza dos temas principales, aunque con un amplio despliegue de argumentos: los límites de tiempo del universo y la existencia de un motor inmóvil - eterna, indivisible, sin partes y sin magnitud. ¿No es el universo eterno, ha tenido un comienzo, alguna vez terminará? La respuesta de Aristóteles, como griego, difícilmente podría ser afirmativa, ya que nunca se le habló de una creatio ex nihilo, pero también tiene razones filosóficas para negar que el movimiento no siempre haya existido, sobre la base de la teoría presentada en los primeros libros de la Física. La eternidad del movimiento también se confirma por la existencia de una sustancia que se diferencia de todas las demás en la falta de materia; siendo forma pura, también está en una actualidad eterna, no siendo imperfecta en ningún aspecto; por lo tanto, no necesita moverse. Esto se demuestra al describir los cuerpos celestes así: las primeras cosas que se mueven deben sufrir un movimiento infinito, único y continuo, es decir, circular. Esto no es causado por ningún contacto sino (integrando la visión contenida en la Metafísica, libro XII ) por el amor y la aspiración.

## El devenir
Aristóteles se contrapone a los eleáticos que sostenían la inmutabilidad del ser único: existen de hecho múltiples modos del ser. Partiendo de la certeza, dada por la evidencia, que los entes sensibles estén continuamente sujetos al devenir (y por lo tanto a corromperse y a morir) y a moverse, el Estagirita se ocupa, en un profundo estudio, del movimiento —entendido como el pasaje de un cierto tipo de ser a otro dado tipo de ser— del tiempo y de los fenómenos físicos en general, proporcionando uno de los primeros estudios completos de la física.
Los conceptos cardinales de la Física aristotélica son:
- la sustancia:[11] es aquello que queda a pesar del mutar. Un ser humano, por ejemplo, de joven pasa a ser viejo. Por lo tanto sufrió una mutación, pero siempre del mismo ser humano estamos hablando que por lo tanto lo podemos definir como sustrato.

El sustrato último es naturalmente la materia prima, entendida como el determinarse del ser en las varias posibles formas sin ser ninguna de ellas.
- la privación y la forma. El devenir se puede entonces describir como el transformarse de un ente que primero era privación, faltaba de una característica y en seguida la adquiere convirtiéndose en forma.

Es natural aquello que «[...] ni cualquier cosa se genera de cualquier cosa. El blanco se produce de aquello que es no-blanco, y no de un no-blanco cualquiera, sino del negro o de algo que es intermedio entre el blanco y el negro». (Física, I, 5, 188 a-b): por lo tanto un cuerpo se convierte en blanco (forma) de un dato no-blanco (privación).

## Otra concepción del devenir
Sería irracional e irreal entonces pensar al devenir como el pasaje del no-ser al ser y viceversa, porque de la nada, nada puede salir y de la otra parte es impensable que el devenir sea un pasaje del ser al no ser, porque el ser no puede caer en la nada.
Es posible entonces explicar el devenir también mediante los conceptos de potencia y acto. Una mesa (forma), construida partiendo de la madera (sustrato) es el pasaje de un ser en potencia (la madera antes de ser trabajada como mesa) a un ser en acto (la mesa). Para que este movimiento suceda es necesario que sea hecho por algo o alguien —el carpintero en este caso— que es definido por el filósofo causa eficiente o mejor motor.
Existen distintos modos del devenir:
- sustancial (generación y corrupción del ente);
- cualitativo (alteración del ser);
- cuantitativo (aumento y disminución: la cantidad del ser);
- local (el desplazamiento, la traslación de un ser de un lugar a otro).

El movimiento local es fundamental, está a la base de todos los otros movimientos que lo presuponen, y se distingue en:
- circular, siempre igual a sí mismo, caracteriza el movimiento de los cielos compuestos del quinto elemento, el éter, que es eterno y no tiene mutaciones;
- rectilíneo, desde abajo hacia arriba y desde arriba hacia abajo, propio de los cuatro elementos: tierra, agua, aire y fuego. Los seres que tienen estos movimientos son corruptibles.

Las causas del movimiento pueden ser:
- accidentales, si relacionados con fenómenos naturales;
- queridos, si hecho por el hombre.

### Teoría de los lugares naturales
Si se saca uno de los cuatro elementos de su ambiente, de su lugar, este tiende a volver allí: como lo demuestra una piedra tirada en el agua que se hunde tendiendo hacia su esfera, la de la tierra, mientras las burbujas de aire que se liberan en el agua tienden hacia arriba, es decir hacia la esfera del aire.

## El infinito
El infinito es ser en potencia, y es ser como acto del ser en potencia.
La característica esencial del infinito es el de ser no finito y por lo tanto constantemente inconcluso.
Por lo tanto, para el infinito pasar de la potencia (la posibilidad de realizarse como infinito, infinito en potencia) al acto (cuando esta posibilidad se realiza, infinito como acto) no conlleva ninguna transformación real o de adquisición de características que no tenga, como sucede ocasionalmente de la potencia al acto. De hecho, el infinito no es cuantificable ni como antecedente (ser en potencia) ni en consecuencia (ser como acto).
Compartiendo la concepción pitagórica fundada sobre argumentos éticos-estéticos más que físicos, pero fundados lógicamente, también Aristóteles concibe la idea que el infinito sea equivalente a la imperfección porque nunca sea cumplido o plenamente realizado, como es en cambio para el finito a cual no le falta nada para ser completo.

## Espacio y lugar
El espacio (πού) o el lugar (τόπος) son calificados como límites en comparación con otros objetos.
Un vaso es el límite, el espacio, del agua que contiene. Naturalmente el vaso y el agua pueden existir independientemente de sus límites, pero solo en cuanto sustancia que siendo antes no puede tener un límite.
El espacio y el lugar vienen concebidos gracias al movimiento. Solo si denoto el movimiento en los cuerpos puedo concebir su espacio. Sin espacio no existirían los cuerpos ni por ende su movimiento, pero sin movimiento no es pensable el espacio de los cuerpos. Razón por la cual, es necesario negar la existencia del vacío, entendido como ser no dependiente de algún cuerpo.

## El tiempo
En el libro IV de la Física es discutido el concepto de tiempo (χρόνος) cumpliendo un análisis que será tomado por muchos filósofos partiendo de Agustín de Hipona hasta Kant, Bergson y Martin Heidegger.
El tiempo, dice Aristóteles «[...] por un lado, él fue y no es más, por el otro lado él será y no es todavía» (Física, IV, 10, 217b).
La existencia del tiempo es empíricamente obvia pero, como enfatiza el fragmente citado, es elusivo lógicamente en cuanto parecería estar constituido por el no ser.
Esto obliga al filósofo a mover su análisis sobre la relación tiempo - movimiento para hacerle asumir una connotación más concreta.
El movimiento está en el tiempo y el tiempo no puede existir sin movimiento. Esta implicación lleva a Aristóteles a dar la célebre definición del tiempo como «el número del movimiento según el antes y el después» (Física, IV, 11, 219b), entendiendo por «número» la función de contar, que no es posible sin tener conciencia de la sucesión numérica y por lo tanto el tiempo como un hecho de conciencia.   
Por «conciencia» es entendido el alma, único ente en grado de determinar un «antes» y un «después» sobre la vida del individuo. 
Esto lleva así a una solución teórica sobre el qué cosa sea el tiempo pero también pone una nueva cuestión: «[...] ¿El tiempo existiría o menos, si no existiese el alma?» (Física, IV, 14, 223a) a lo cual intentará de responder con la filosofía futura.

## El primer motor inmóvil
Uniéndose a la cinemática (teoría general del movimiento) que sostiene que todo aquello que es movido debe ser movido por alguna otra cosa, Aristóteles dice que debe haber algo quieto inicialmente desde donde se origina el movimiento, es decir un primer principio inmóvil pero que de por sí es un motor que hace mover todos los entes hacia él, causa final del universo.
El Primer Motor mueve "al ser amado" en tanto mueve por deseo y voluntad: no es sujeto al devenir que corrompe, inmóvil entonces y en el mismo tiempo fuerza magnetizante de atracción del mundo que va hacia este, hacia su suma perfección, porque en este se han realizado todas las infinitas potencias: es acto, puro, por la ausencia de la materia que es corrompible no en el sentido cristiano (esto sería imposible) sino en el sentido de que es cambiante y está sujeta a diversas formas. El primer motor, pues, carece de materia porque no se mueve. 
Finalmente el motor inmóvil también ejercita la más alta y noble actividad de los entes: el entendimiento, pues lo mueve todo. Sin embargo, ya que el primer motor no se mueve por algo más, sólo puede pensarse a sí mismo (si es que piensa en absoluto).

## Importancia para la filosofía y la ciencia en el mundo moderno
Las obras de Aristóteles se consideran típicamente fundamentales para la ciencia y la filosofía occidentales. Las citas a continuación no se dan como ningún tipo de juicio moderno final sobre la interpretación y el significado de Aristóteles, sino que son solo los puntos de vista notables de algunos modernos.

### Heidegger
Martin Heidegger escribe:
La Física es una conferencia en la que busca determinar seres que surgen por sí mismos, τὰ φύσει ὄντα, con respecto a su ser. La "física" aristotélica es diferente de lo que queremos decir hoy con esta palabra, no sólo en la medida en que pertenece a la antigüedad mientras que las ciencias físicas modernas pertenecen a la modernidad, sino que sobre todo es diferente en virtud del hecho de que la "física" de Aristóteles es filosofía, mientras que la física moderna es una ciencia positiva que presupone una filosofía... Este libro determina la urdimbre y la trama de todo el pensamiento occidental, incluso en ese lugar donde, como pensamiento moderno, parece pensar en desacuerdo con el pensamiento antiguo. pensando. Pero la oposición se compone invariablemente de una dependencia decisiva y, a menudo, incluso peligrosa. Sin la física de Aristóteles no habría existido Galileo.

### Russell
Bertrand Russell dice de la Física y Sobre el cielo (que él creía que era una continuación de la Física) que eran:
...la ciencia extremadamente influyente y dominada hasta la época de Galileo... El historiador de la filosofía, en consecuencia, debe estudiarlos, a pesar del hecho de que difícilmente puede aceptarse una frase en cualquiera de ellos a la luz de la ciencia moderna.

### Rovelli
El físico teórico italiano Carlo Rovelli escribe:
La física aristotélica es una aproximación correcta y no intuitiva de la física newtoniana en el dominio adecuado (movimiento en fluidos), en el mismo sentido técnico en el que la teoría de Newton es una aproximación de la teoría de Einstein. La física aristotélica duró mucho no porque se convirtiera en un dogma, sino porque es una muy buena teoría fundamentada empíricamente. La observación sugiere algunas consideraciones generales sobre las relaciones interteóricas..